# Epicrates cenchria
La boa arco iris (Epicrates cenchria) es una boa terrestre distribuida por el centro de América del Sur. Es llamada así dado su resplandor multicolor que es visto cuando su cuerpo es exhibido con luz de sol.
Esta boa puede llegar a medir más de 2 m de largo y vivir más de 25 años. Es tímida y nocturna.

## Distribución y hábitat
E. cenchria  se encuentra en la parte baja de América Central (Costa Rica y Panamá), y más al sur en América del Sur se encuentra al este de los Andes aproximadamente norte de Argentina (en las provincias: Chaco, Córdoba, Corrientes, Formosa, Salta, Santiago del Estero y Tucumán).
El hábitat de la Boa arco iris generalmente consiste en bosques húmedos y selvas tropicales, pero también se pueden encontrar en sabanas abiertas.

## Subespecies
| Subespecies       | Autor de taxon   | Nombre común                                | Rango geográfico |
| ----------------- | ---------------- | ------------------------------------------- | --- |
| E. c. barbouri    | Stull, 1938      | Boa arcoíris de la isla Marajo              | |
| E. c. cenchria    | (Linnaeus, 1758) | Boa arcoíris brasileña                      | La boa arcoíris brasileña se encuentra en la cuenca del Amazonas y en la costa de Guayana, Guayana francesa, Surinam y el sur de Venezuela. |
| E. c. gaigeae     | Stull, 1938      | Boa arcoiris peruana                        | |
| E. c. hygrophilus | Amaral, 1935     | Boa arcoiris de Espirito Santo              | |
| E. c. polylepis   | Amaral, 1935     | Boa arcoíris de las tierras altas centrales | |

## Etimología
El nombre subespecífico, "barbouri", es en honor al herpetólogo estadounidense Thomas Barbour.
El nombre subespecífico, "gaigeae", es en honor a la herpetóloga estadounidense Helen Beulah Thompson Gaige.

## Taxonomía
Durante largo tiempo se creía que el género Epicrates presentaba sólo una especie continental, Epicrates cenchria, distribuida en las porciones continentales de América del Sur y Central, desde Nicaragua a la Argentina además de las islas de Trinidad y Tobago y Margarita. De este modo, este taxón fue clasificado sólo como una subespecie (la típica) de un taxón superior, pero como resultado de una revisión de todos los componentes de este complejo basado en un análisis de la variación morfológica, patrón de color merísticos y caracteres morfométricos, apoyado por otros análisis filogenéticos y de modelos ambientales, fueron reconocidas cinco especies: E. crassus, E. cenchria, E. maurus, E. assisi, y E. alvarezi; por lo que de acuerdo con los modernos arreglos taxonómicos, hoy este taxón forma una especie separada del resto del complejo.

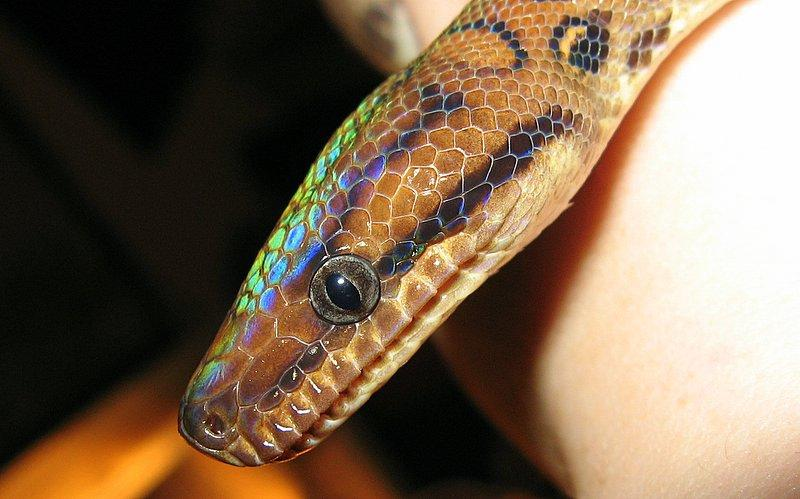
Boa arcoíris mostrando su colorido.